# Christian Wilhelmsson
Christian Wilhelmsson (Malmö, 1979. december 8. –) svéd válogatott labdarúgó. Posztját tekintve szélső középpályás. 2015 februárjában bejelentette visszavonulását.

## Pályafutása

### Klubcsapatokban
Pályafutását a Mjällby AIF-nél kezdte 1997-ben, ahol három évet húzott le a másodosztályban. 2000-ben a szomszédos Norvégiába igazolt a Stabæk csapatához. A norvégoknál szintén három idényt töltött.
2003 nyarán a belga Anderlechthez igazolt, mely csapattal 2004-ben és 2006-ban bajnoki címet szerzett. 2006 és 2008 között ugyan a francia Nantes játékosa volt, de több alkalommal is kölcsönadták. 2007 januárjában a Roma vette kölcsön. Bemutatkozó mérkőzésére január 14-én került sor a Messina ellen.
A 2007-08-as idényben 12 hónapra a Premier Leagueben szereplő Bolton Wanderershez került. A Boltonban azonban mindössze nyolc mérkőzésen szerepelt, ráadásul valamennyi összecsapáson csereként. Miután nem kapott elég játéklehetőséget 2008 januárjában ismét váltott és a spanyol Deportivo de La Coruña együtteséhez került kölcsönbe. Első mérkőzésén csereként lépett pályára egy Getafe CF elleni mérkőzésen, ami 1–1-gyel zárult. Első találatát a Depor színeiben 2008. március 1-jén a Sevillanak lőtte.
2008 nyarán a Szaúd-arábiai Al-Hilal csapatához írt alá 3 évre 9 millió € értékében.
A 2011–12-es idény óta a katari Al-Ahli-ban játszik kölcsönben.

### Válogatottban
A svéd labdarúgó-válogatottban 2001-ben mutatkozhatott be. Részt vett a 2004-es Európa-bajnokságon, a 2006-os világbajnokságon és a 2008-as Európa-bajnokságon.
Az Európa-bajnoki keretszűkítést követően a szövetségi kapitány Erik Hamrén nevezte őt a 2012-es Eb-re készülő 23 fős keretébe.

#### Válogatottban szerzett góljai
| #  | Dátum               | Helyszín                        | Ellenfél         | Eredmény | Végeredemény | Kiírás               |
| -- | ------------------- | ------------------------------- | ---------------- | -------- | ------------ | -------------------- |
| 1. | 2004. október 13.   | Laugardalsvöllur, Reykjavík     | Izland           | 4–0      | 4–1          | 2006-os vb selejtező |
| 2. | 2005. június 4.     | Ullevi, Göteborg                | Málta            | 3–0      | 6–0          | 2006-os vb selejtező |
| 3. | 2006. október 11.   | Laugardalsvöllur, Reykjavik     | Izland           | 2–1      | 2–1          | 2008-as Eb selejtező |
| 4. | 2007. október 13.   | Rheinpark Stadion, Vaduz        | Liechtenstein    | 2–0      | 3–0          | 2008-as Eb selejtező |
| 5. | 2010. június 2.     | Dinama Stadion, Minszk          | Fehéroroszország | 1–0      | 1–0          | Barátságos           |
| 6. | 2011. szeptember 2. | Puskás Ferenc Stadion, Budapest | Magyarország     | 1–1      | 1–2          | 2012-es Eb selejtező |
| 7. | 2011. szeptember 6. | Stadio Olimpico, Serravalle     | San Marino       | 2–0      | 5–0          | 2012-es Eb selejtező |
| 8. | 2011. szeptember 6. | Stadio Olimpico, Serravalle     | San Marino       | 5-0      | 5–0          | 2012-es Eb selejtező |
| 9. | 2012. május 30.     | Gamla Ullevi, Göteborg          | Izland           | 3–1      | 3–2          | Barátságos           |

## Club statistics
| Klub              | Szezon            | Bajnokság | Bajnokság | Bajnokság  | Kupa  | Kupa  | Kupa       | Európa+Ázsia | Európa+Ázsia | Európa+Ázsia | Összesen | Összesen | Összesen   |
| Klub              | Szezon            | Mérk.     | Gólok     | Gólpasszok | Mérk. | Gólok | Gólpasszok | Mérk.        | Gólok        | Gólpasszok   | Mérk.    | Gólok    | Gólpasszok |
| ----------------- | ----------------- | --------- | --------- | ---------- | ----- | ----- | ---------- | ------------ | ------------ | ------------ | -------- | -------- | ---------- |
| Mjällby           | 1997              | 6         | 0         | 0          | 0     | 0     | 0          | 0            | 0            | 0            | 6        | 0        | 0          |
| Mjällby           | 1998              | 21        | 4         | 0          | 0     | 0     | 0          | 0            | 0            | 0            | 21       | 4        | 0          |
| Mjällby           | 1999              | 25        | 7         | 0          | 0     | 0     | 0          | 0            | 0            | 0            | 25       | 7        | 0          |
| Összesen          | Összesen          | 52        | 11        | 0          | 0     | 0     | 0          | 0            | 0            | 0            | 52       | 11       | 0          |
| Stabæk            | 2000              | 24        | 9         | 0          | 0     | 0     | 0          | 0            | 0            | 0            | 24       | 9        | 0          |
| Stabæk            | 2001              | 25        | 6         | 0          | 0     | 0     | 0          | 0            | 0            | 0            | 25       | 6        | 0          |
| Stabæk            | 2002              | 26        | 6         | 0          | 0     | 0     | 0          | 0            | 0            | 0            | 26       | 6        | 0          |
| Stabæk            | 2003              | 9         | 4         | 0          | 0     | 0     | 0          | 0            | 0            | 0            | 9        | 4        | 0          |
| Összesen          | Összesen          | 84        | 25        | 0          | 0     | 0     | 0          | 0            | 0            | 0            | 84       | 25       | 0          |
| Anderlecht        | 2003–04           | 27        | 5         | 0          | 0     | 0     | 0          | 0            | 0            | 0            | 27       | 5        | 0          |
| Anderlecht        | 2004–05           | 32        | 4         | 0          | 0     | 0     | 0          | 0            | 0            | 0            | 32       | 4        | 0          |
| Anderlecht        | 2005–06           | 31        | 5         | 0          | 0     | 0     | 0          | 0            | 0            | 0            | 31       | 5        | 0          |
| Összesen          | Összesen          | 90        | 14        | 0          | 0     | 0     | 0          | 0            | 0            | 0            | 90       | 14       | 0          |
| Nantes            | 2006–07           | 13        | 0         | 0          | 0     | 0     | 0          | 0            | 0            | 0            | 13       | 0        | 0          |
| Összesen          | Összesen          | 13        | 0         | 0          | 0     | 0     | 0          | 0            | 0            | 0            | 13       | 0        | 0          |
| Roma              | 2006–07           | 19        | 1         | 0          | 0     | 0     | 0          | 0            | 0            | 0            | 19       | 1        | 0          |
| Összesen          | Összesen          | 19        | 1         | 0          | 0     | 0     | 0          | 0            | 0            | 0            | 19       | 1        | 0          |
| Bolton            | 2007–08           | 8         | 0         | 0          | 2     | 0     | 0          | 3            | 0            | 0            | 13       | 0        | 0          |
| Összesen          | Összesen          | 8         | 0         | 0          | 2     | 0     | 0          | 3            | 0            | 0            | 13       | 0        | 0          |
| Deportivo         | 2007–08           | 15        | 1         | 0          | 0     | 0     | 0          | 0            | 0            | 0            | 15       | 1        | 0          |
| Összesen          | Összesen          | 15        | 1         | 0          | 0     | 0     | 0          | 0            | 0            | 0            | 15       | 1        | 0          |
| Al-Hilal          | 2008–09           | 18        | 4         | 7          | 9     | 4     | 0          | 4            | 0            | 1            | 31       | 8        | 8          |
| Al-Hilal          | 2009–10           | 21        | 9         | 10         | 8     | 3     | 6          | 9            | 3            | 7            | 38       | 15       | 23         |
| Al-Hilal          | 2010–11           | 22        | 6         | 9          | 6     | 2     | 6          | 4            | 2            | 2            | 32       | 10       | 17         |
| Összesen          | Összesen          | 61        | 19        | 26         | 23    | 9     | 12         | 17           | 5            | 10           | 101      | 33       | 48         |
| Al-Ahli           | 2011–12           | 11        | 0         | 0          | 0     | 0     | 0          | 0            | 0            | 0            | 0        | 11       | 0          |
| Összesen          | Összesen          | 11        | 0         | 0          | 0     | 0     | 0          | 0            | 0            | 0            | 0        | 11       | 0          |
| Pályafutás összes | Pályafutás összes | 342       | 71        | 26         | 25    | 9     | 12         | 19           | 5            | 10           | 387      | 85       | 48         |

## Sikerei, díjai
Anderlecht
- Belga bajnok: 2003–04, 2005–06

AS Roma
- Olasz kupagyőztes: 2006–07